# Пантас, Ник
Николас «Захарис» Пантас (англ. Nicholas «Zaharis» Pantas; 21 августа 1941, Нью-Йорк, Нью-Йорк — 18 февраля 1968, Кортленд) — американский гитарист из Нью-Йорка, известный своей работой с вокалистом Ронни Джеймсом Дио в ряде групп с конца 1950-х по 1960-е годы.

## Смерть
Ник погиб, когда он и остальные участники его группы The Electric Elves попали в автомобильную аварию. Ему было 26 лет. (хотя несколько источников утверждают, что это произошло в 1970 году, клавишник Electric Elves Дуг Талер, который также был ранен в аварии, заявил, что они попали в аварию в феврале 1968 года в интервью фан-сайту Dio).

## Дискография
Ronnie And The Red Caps
- Conquest (7", Single) (1958)

Ronnie Dio And The Prophets
- Dio At Domino’s (1963)
- Love Pains (7", Single) (1963)
- In The Beginning (CD, Mono) (2020)
- 10 Days With Brenda (7", Single) (2020)
- Blue Days, Blue Nights (Mono) (2020)

The Electric Elves
- «Hey Look Me Over» / «It Pays To Advertise» (1967) (7", Single)